# NGC 2633
NGC 2633 é uma galáxia espiral barrada (SBb/P) localizada na direcção da constelação de Camelopardalis. Possui uma declinação de +74° 05' 57" e uma ascensão recta de 8 horas, 48 minutos e 04,6 segundos.
A galáxia NGC 2633 foi descoberta em 11 de Agosto de 1882 por Ernst Wilhelm Leberecht Tempel.